# Прокофьева, Марта Николаевна
Марта Николаевна Прокофьева (род. 31 октября 1987, Красноярск-26, Красноярский край) — кандидат в мастера спорта, участница Паралимпийских игр-2012, чемпионка Европы в толкании ядра. Тренер — Виктор Васильевич Соколов.

## Спортивные достижения
- Серебряный призёр Чемпионата мира по лёгкой атлетике в Колорадо-Спрингс (США, 2005) среди людей с ограниченными физическими возможностями (завоевала серебряную медаль по прыжкам в длину с разбега, дважды была пятой в финалах бега на 100 и 400 метров)[2]
- Две золотые медали за метание ядра и диска, и «бронзу» за бег на 200 метров на чемпионате России по лёгкой атлетике среди инвалидов (2007)[2]
- Золотая медаль на чемпионате Европы по лёгкой атлетике среди спортсменов с нарушением зрения и поражением опорно-двигательного аппарата (2012)[2]
- Чемпионка I Гран-при 2013 IPC по лёгкой атлетике (2013)[3]
- Чемпионка и рекордсменка мира в толкании ядра (2013)[3]
- Чемпионка открытого чемпионата Нидерландов (2013)[3]